# Patrick Roth
Patrick Roth, né le 25 juin 1953 à Fribourg-en-Brisgau, ville du Bade-Wurtemberg, est un écrivain allemand. Il a un peu plus de vingt ans quand il déménage aux États-Unis et habite Los Angeles. Il a écrit plus de dix livres ou pièces de théâtre ; plusieurs de ses ouvrages lui ont valu des prix littéraires comme le Rauriser Literaturpreis, prix littéraire autrichien ; le Prix Hugo-Ball ou encore le Prix Adenauer. 